# Mia nipote... la vergine
Mia nipote... la vergine (Madame und ihre Nichte) è un film del 1969 diretto da Eberhard Schroeder.

## Trama
Olga De Winter, una donna di mezza età che vive nel lusso grazie alle generose elargizioni di un industriale suo amante, vede improvvisamente in pericolo la sua agiatezza per l'aggravarsi delle condizioni di salute dell'uomo. Decisa a tutto pur di non rinunciare agli agi cui è abituata, Olga si propone di conquistare il giovane figlio dell'industriale, Peter, il quale però, recatosi a casa dalla donna, rimane fortemente attratto dalla figlia di lei, una bellissima e giovane ragazza di nome Yvette.
Costei, (che Olga, per non apparire troppo anziana, presenta a tutti come sua nipote) mette in atto una serie di astuzie tipicamente femminili che finiscono col far innamorare Peter, inducendolo a chiederla in moglie. Olga, da parte sua, riesce a legare la propria vita a quella di un amico di Peter.